# Haruo Sotozaki
Haruo Sotozaki (外崎春雄, Sotozaki Haruo) est un réalisateur japonais de films d'animation. Il fait ses débuts à la réalisation en 2004 avec l'adaptation en anime du manga Ninja Nonsense (en). En 2019, il dirige l'adaptation en série animée de Demon Slayer et réalise en 2020 le film d'animation Demon Slayer: Kimetsu no Yaiba, le film : Le Train de l'Infini qui obtient un succès retentissant et de nombreuses récompenses.

## Travaux

### Séries d'animation
- X (2002–2003) (réalisateur d'épisode)[1]
- Ninja Nonsense (en) (ニニンがシノブ伝, Ninin ga Shinobuden?) (2004) (réalisateur)[2]
- Tales of Symphonia: The Animation (テイルズ オブ シンフォニア The Animation, Teiruzu Obu Shinfonia The Animation?) (2007–2012) (réalisateur)[3]
- Tales of Zestiria the X (テイルズ オブ ゼスティリア ザ クロス, Teiruzu Obu Zesutiria Za Kurosu?) (2016–2017) (réalisateur)[3]
- Demon Slayer (鬼滅の刃, Kimetsu no Yaiba?) (2019–aujourd'hui) (réalisateur)[4]

### Films d'animation
- Demon Slayer: Kimetsu no Yaiba, le film : Le Train de l'Infini (劇場版「鬼滅の刃」 無限列車編, Gekijō-ban "Kimetsu no Yaiba" Mugen Ressha-hen?) (2020) (réalisateur)[5]

### Jeux vidéo
- Disgaea 2: Cursed Memories (魔界戦記ディスガイア2, Makai Senki Disugaia Tsū?) (2006) (directeur de la partie animation, créateur de personnages, scénariste, directeur de la photographie, directeur de l'animation, animateur de la séquence d'ouverture)

## Prix et nominations
| Année | Prix                                                    | Catégorie                               | Œuvre | Issue      | Ref    |
| ----- | ------------------------------------------------------- | --------------------------------------- | --- | ---------- | ------ |
| 2019  | Newtype Anime Awards                                    | Meilleur réalisateur                    | Demon Slayer | Lauréat    | [ 6 ]  |
| 2020  | 4ème cérémonie des Crunchyroll Anime Awards             | Anime de l'année                        | Demon Slayer | Lauréat    | [ 7 ]  |
| 2020  | Tokyo Anime Award                                       | Meilleure animation de télévision       | Demon Slayer | Lauréat    | [ 8 ]  |
| 2020  | 45ème cérémonie des Prix Hōchi du cinéma                | Meilleur film d'animation               | Demon Slayer: Kimetsu no Yaiba, le film : Le Train de l'Infini                                                                                  | Lauréat    | [ 9 ]  |
| 2020  | Nikkan Sports Film Award for Yūjirō Ishihara Award (en) | Meilleur réalisateur                    | Demon Slayer: Kimetsu no Yaiba, le film : Le Train de l'Infini                                                                                  | Lauréat    | [ 10 ] |
| 2021  | 44ème cérémonie des Japan Academy Prize                 | Animation de l'année                    | Demon Slayer: Kimetsu no Yaiba, le film : Le Train de l'Infini                                                                                  | Lauréat    | [ 11 ] |
| 2021  | Prix du film Mainichi                                   | Meilleur film d'animation               | Demon Slayer: Kimetsu no Yaiba, le film : Le Train de l'Infini                                                                                  | Nomination | [ 12 ] |
| 2021  | 25e cérémonie des Satellite Awards                      | Meilleur film d'animation ou multimédia | Demon Slayer: Kimetsu no Yaiba, le film : Le Train de l'Infini                                                                                  | Nomination | [ 13 ] |
| 2021  | Tokyo Anime Award                                       | Meilleur réalisateur                    | Demon Slayer: Kimetsu no Yaiba, le film : Le Train de l'Infini                                                                                  | Lauréat    | [ 14 ] |
| 2021  | Newtype Anime Awards                                    | Meilleur réalisateur                    | Demon Slayer: Kimetsu no Yaiba, le film : Le Train de l'Infini                                                                                  | Lauréat    | [ 15 ] |
| 2022  | Newtype Anime Awards                                    | Meilleur réalisateur                    | Saison 2 de Demon Slayer: Kimetsu no Yaiba - Arc du Train de l'infini Saison 2 de Demon Slayer: Kimetsu no Yaiba - Arc du Quartier des plaisirs | Lauréat    | [ 16 ] |
| 2023  | 7ème cérémonie des Crunchyroll Anime Awards             | Meilleur réalisateur                    | Saison 2 de Demon Slayer: Kimetsu no Yaiba - Arc du Quartier des plaisirs                                                                       | En attente | [ 17 ] |